# أبو جفنة القرشي
أبو جفنة القرشي شاعر عباسي، من أهل العراق، من المترددين على ديارات ضواحي بغداد، وله شعر فيها. ولم نعثر على مفصل وافي لسيرته، أو ذكر شافي لها، وكل ما تناولته المراجع عنه كانت مستندة بما عند الشابشتي في كتابه الديارات، وقد أورد ياقوت الحموي بعض من شِعره في كتابه معجم البلدان، مستنداً على ما جاء في ديارات الشابشتي ، وحذا حذوه كُتّاب آخرون. وكان الشابشتي قد أشار إلى أبي جفنة القرشي في كتابه الديارات، خلال معرض كلامه عن دير مر جرجس، الواقع في ضواحي بغداد فقال: انه كان من الخلعاء ومن مدمني الشرب، والمتطرحين في الديارات و الحانات. ولم يكن يخلو من الغلمان المرد، بعضهم يخدمه، وبعضهم يغنيه:

## قصائدة
ومن مليح شعره عن صورا، وهو موضع في العراق من أرض بابل، قريبة من الحلة المزيدية، وهي مدينة السريانيين وتنسب اليها الخمر، فقال:
وقال أيضاً :